# Achi (Giappone)
Achi (阿智村?) è un villaggio giapponese della prefettura di Nagano.